# 李鈺卿
李鈺卿，台灣艺人。於2008年參加台視主辦的歌唱選秀節目《超級偶像》第二季，並獲得第九名。2011年4月簽至新東家蕭可時尚娛樂，並於2013年12月3日發行個人首張EP專輯 HI HI HI。

## 比賽經歷
- 我猜我猜我猜猜猜
- 亞洲星寶貝第2名
- 台北大學北韻獎第1名
- 超級偶像第二屆第9名

## 音樂作品

### 合輯
- 2009年  《我有我的驚嘆號》擎天娛樂
  - 收錄：贖聖

### 個人專輯
- 2013/12/03  《HI HI HI》蕭可時尚娛樂[2]
  - 收錄：HI HI HI 中文版
  - 收錄：HI HI HI 韓文版

## 外部連結
- 李鈺卿NaNa FB官方粉絲專頁 （页面存档备份，存于）

| 前任： 楊美玉 | 超級偶像第九名 2008年6月28日－2009年1月31日 | 繼任： 鍾舒祺 |